# Bernard Forbes, 8. Earl of Granard

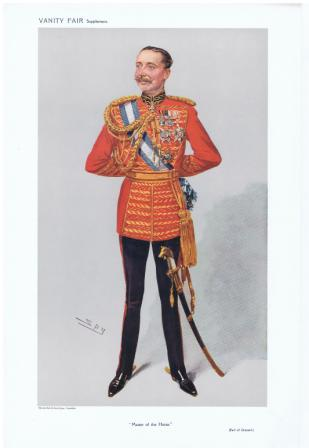
„Man of the Day“: Bernard Forbes, 8. Earl of Granard
(Karikatur von Leslie Ward (Spy) im Vanity Fair, 1. Juli 1908)

Bernard Arthur William Patrick Hastings Forbes, 8. Earl of Granard KP, GCVO, PC, PC (I) (* 17. September 1874; † 10. September 1948) war ein britischer Peer, Politiker und Offizier.

## Leben

### Familiäre Herkunft
Er entstammte einer Nebenlinie des Clan Forbes und war der älteste Sohn des George Arthur Hastings Forbes, 7. Earl of Granard, aus dessen zweiter Ehe mit Hon. Frances Mary Petre, einer Tochter des William Petre, 12. Baron Petre. Als Heir apparent seines Vaters führte er seit Geburt den Höflichkeitstitel Viscount Forbes.
Aus der ersten Ehe seines Vaters mit Jane Colclough Morgan, deren Vater Hamilton Knox Grogan Morgan zwischen 1847 und 1852 als Abgeordneter für das County Wexford Mitglied des House of Commons war, stammten zwei ältere Stiefschwestern: Lady Sophia Maria Elizabeth Forbes war die Ehefrau von Sir Henry Christopher Grattan-Bellew, 3. Baronet, der unter anderem 1922 für einige Zeit Deputy Lieutenant des County Galway war. Die zweitälteste Stiefschwester Lady Adelaide Jane Frances Forbes war mit Lord Maurice FitzGerald verheiratet, einem Sohn von Charles FitzGerald, 4. Duke of Leinster sowie 1881 bis 1901 Lord Lieutenant des County Wexford.
Seine ältere Schwester aus der zweiten Ehe seines Vaters war Lady Margaret Mary Theresa Forbes, deren Ehemann Hon. George Savile ein Sohn von John Savile, 4. Earl of Mexborough war und als Captain im Army Remount Service diente. Sein jüngerer Bruder Hon. Fergus Reginald George Forbes starb bereits am 18. Februar 1876 knapp einen Monat nach seiner Geburt. Ein weiterer Bruder war Hon. Reginald George Benedict Forbes, der als Captain im Linien-Infanterieregiment Gordon Highlanders diente und am 20. Mai 1908 im Alter von 30 Jahren starb. Seine jüngere Schwester Lady Eva Mary Margaret Forbes war mit Brigadier John Percival de Nicolay, 13. Comte de Cherbourg verheiratet. Sein drittjüngster Bruder Hon. Donald Alexander Forbes diente als Kommandeur und Brevet-Colonel der 99th (Buckinghamshire and Berkshire) Yeomanry, während der zweitjüngste Bruder Hon. Bertram Aloysius Forbes Lieutenant-Colonel im Infanterieregiment Royal Irish Rifles war. Sein jüngster Bruder Hon. Fergus George Arthur Forbes diente als Captain im Royal Irish Regiment, fiel aber bereits zu Beginn des Ersten Weltkrieges am 23. August 1914.

### Earl of Granard und militärische Laufbahn
Beim Tod seines Vaters erbte er am 25. August 1889 im Alter von knapp 15 Jahren dessen irische Adelstitel als 8. Earl of Granard, 8. Viscount of Granard, 8. Baron Clanehugh und 5. Baron Forbes, dessen britischen Adelstitel als 3. Baron Granard und den schottischen Adelstitel als 9. Baronet, of Castle Forbes. Mit dem britischen Titel war ein Sitz im britischen Oberhauses (House of Lords), dass er mit Erreichen des Volljährigkeitsalters von 21 Jahren 1895 einnehmen konnte und dem er bis zu seinem Tod am 10. September 1948 fast 53 Jahre lang angehörte.
Forbes trat am 14. Dezember 1896 als Second Lieutenant des 3. Bataillons des Linieninfanterie-Regiments Gordon Highlanders in die British Army ein. Von 1896 bis 1900 war er als Adjutant (Aide-de-camp) des Vizekönigs von Indien Victor Bruce, 9. Earl of Elgin, eingesetzt. Während dieser Verwendung wurde er am 16. Februar 1898 zum Lieutenant der Gordon Highlanders befördert. Am 29. November 1899 wechselte er als Second Lieutenant zum Garderegiment der Scots Guards, nahm zwischen 1900 und 1902 am Zweiten Burenkrieg teil und wurde am 20. Juli 1901 zum Lieutenant der Scots Guards befördert. Nachdem er am 1. Februar 1904 in den Stabsdienst versetzt wurde, war er mit Wirkung vom 1. Februar 1904 bis 1905 Aide-de-camp des Befehlshabers der zum Aldershot Command gehörenden 1. Infanteriedivision des I. Korps, Major-General Arthur Paget. Daraufhin wurde er am 11. Januar 1905 zum Captain der Scots Guards befördert und diente bis zum 9. Mai 1905 in dieser Einheit, ehe er schließlich am 23. August 1907 ohne Bezüge vom aktiven Dienst freigestellt wurde.
Als Nachfolger von Algernon Keith-Falconer, 9. Earl of Kintore, bekleidete von 1905 bis zu seiner Ablösung durch Maurice Towneley-O’Hagan, 3. Baron O’Hagan, am 1. November 1907 den Posten als Lord-in-Waiting. Zugleich war er von 1906 bis 1909 stellvertretender Postminister (Assistant Postmaster-General). Am 6. September 1907 übernahm er von Osbert Molyneux, 6. Earl of Sefton, erstmals den Posten als Oberster Stallmeister des Königlichen Haushalts (Master of the Horse) und übte diesen bis zu seiner Ablösung durch Edwyn Scudamore-Stanhope, 10. Earl of Chesterfield am 9. Juni 1915 aus.
Forbes, der am 2. November 1907 Mitglied des Privy Council (PC) wurde, wurde am 17. September 1908 zum Lieutenant-Colonel des 8. Bataillon des City of London Regiment ernannt und am 21. Mai 1909 zum Knight Companion des Order of St. Patrick (KP) geschlagen. Später wurde am 21. November 1911 als Captain der Scots Guards in die allgemeine Reserve versetzt.
Zu Beginn des Ersten Weltkrieges wurde er am 1. September 1914 als Lieutenant-Colonel Kommandeur des 5. Bataillons des Royal Irish Regiment. Am 21. Juni 1915 wurde er zum Knight Grand Cross des Royal Victorian Order (GCVO) geschlagen. Aufgrund seiner militärischen Verdienste in der Schlacht von Gallipoli innerhalb der Mediterranean Expeditionary Force (MEF) unter dem Oberbefehl von General Ian Standish Monteith Hamilton im September 1915 wurde er am 28. Januar 1916 im Kriegsbericht erwähnt (Mentioned in dispatches). Nach einer am 15. Januar 1916 begonnenen Verwendung als Militärsekretär der britischen Streitkräfte in Thessaloniki wurde er am 26. August 1916 Lord Lieutenant des County Longford und übernahm damit eine Funktion, die seit dem Tod von Thomas Pakenham, 5. Earl of Longford, am 21. August 1915 vakant war. Zuletzt war er als Captain mit dem Ehrendienstgrad (Honorary Rank) eines Lieutenant-Colonel vom 21. März 1917 bis zum 20. Juli 1917 Assistent im Stab von Militärsekretär der britischen Armee (Military Secretary), Generalleutnant Francis Davis, mit der Besoldung eines stellvertretenden Assistierenden Generaladjutanten (Deputy Assistant Adjutant General). Mit Wirkung vom 12. Juli 1917 wurde er in den regulären Rang eines Lieutenant-Colonel der Scots Guards befördert.

### Irischer Freistaat, sonstiges Engagement und Ehrungen
Nach dem Ende des Ersten Weltkrieges engagierte sich Forbes neben seiner Funktion als Lord Lieutenant des County Longford als Vorsitzender des Irischen Ernährungskontrollausschusses (Irish Food Control Committee) und wurde in dieser Funktion 1918 auch Mitglied des Privy Council von Irland. Er übte die Funktion des Lord Lieutenant bis zur Gründung des Irischen Freistaates am 6. Dezember 1922 aus. Daraufhin wurde er 1922 nominiertes Mitglied des Senats des Freistaates Irland und gehörte diesem bis 1934 an.
Als Nachfolger von Thomas Thynne, 5. Marquess of Bath, übernahm Forbes 1924 zum zweiten Mal die Funktion des Master of the Horse, die er nunmehr bis zu seiner Ablösung durch Henry Somerset, 10. Duke of Beaufort, 1936, ausübte. Mit Erreichen der Altersgrenze von 55 Jahren schied er am 17. September 1929 aus dem Reserveoffiziersdienst als Lieutenant-Colonel der Scots Guards aus. Ferner war er zwischen 1936 und 1945 als Königlicher Rechnungsprüfer der Pferderennen von Ascot (HM Comptroller at Ascot) tätig.
1936 löste er Hugh Lowther, 5. Earl of Lonsdale, als Vorsitzender des Fußballverein FC Arsenal und bekleidete diese Funktion, bis er 1939 durch Robin Vane-Tempest-Stewart, 8. Marquess of Londonderry, abgelöst wurde.
Am 12. Mai 1937 nahm er als Standartenträger des Wappens Irlands im Wappen des Vereinigten Königreichs an der Krönung von König Georg VI. und dessen Gemahlin Elizabeth Bowes-Lyon teil.
Des Weiteren gehörte Forbes 1946 dem Staatsrat von Irland als Mitglied an. Er wurde darüber hinaus mit zahlreichen internationalen Orden und Auszeichnungen geehrt und wurde unter anderem am 21. April 1917 Offizier des Ordens des Weißen Adlers von Serbien, den Ritterorden der hl. Mauritius und Lazarus, den Christusorden von Portugal, den Orden des Sterns von Äthiopien, den Stern von Rumänien, den Piusorden, das Großkreuz des Ismailordens von Ägypten, am 10. Oktober 1918 die Kommandeursklasse des Erlöser-Orden von Griechenland, die Kommandeursklasse des Militär-Verdienstorden von Spanien, das Großkreuz der französischen Ehrenlegion, den Dannebrogorden, das Großkreuz des Orden de Isabel la Católica, den Nordstern-Orden von Schweden sowie den Orden Karls III.

### Ehe und Nachkommen

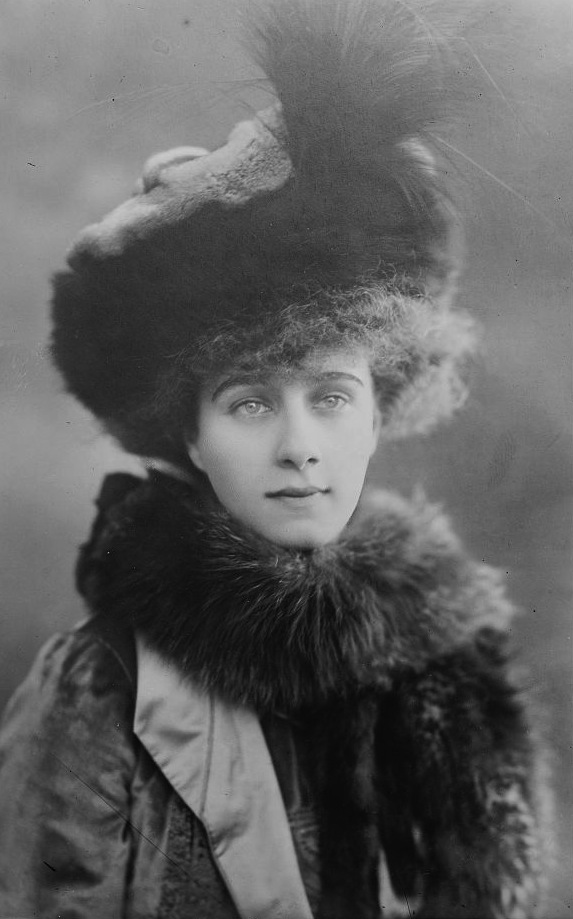
Beatrice, Countess of Granard (1910)

Forbes heiratete am 14. Januar 1909 Beatrice Mills († 1972), eine Tochter des US-amerikanischen Unternehmers Ogden Mills, der unter anderem englische Vollblut-Rennpferde züchtete, und Enkelin des Bankiers und Philanthropen Darius Ogden Mills. Ihre Zwillingsschwester Gladys Mills Phipps war ebenfalls früh mit dem Pferderennsport befasst und galt als „erste Frau auf dem Rennplatz“ („first lady of the turf“), während ihr jüngerer Bruder Ogden L. Mills von 1921 bis 1927 republikanisches Mitglied des US-Repräsentantenhauses für New York sowie zwischen 1932 und 1933 US-Finanzminister war.
Aus dieser Ehe gingen zwei Töchter und zwei Söhne hervor. Die älteste Tochter Lady Moira Mary Forbes war in erster Ehe zwischen 1934 und der Scheidung 1936 mit Louis de Brantes, Comte de Brantes, sowie 1942 in zweiter Ehe mit Theo Rossi di Montelera, Conte di Montelera, verheiratet. Die zweitälteste Tochter Lady Eileen Beatrice Forbes war von 1947 bis zu dessen Tod 1956 mit John Crichton-Stuart, 5. Marquess of Bute, verheiratet.
Der älteste Sohn Arthur Patrick Hastings Forbes, Viscount Forbes, erbte beim Tod seines Vaters, 1948, seine Adelstitel als 9. Earl of Granard. Er war zeitweise Direktor des Mineralölunternehmens Texaco, des Nahrungsmittelherstellers Nabisco sowie des Alkoholherstellers Martini & Rossi. Der jüngste Sohn Hon. John Forbes war Flight Lieutenant der Royal Air Force sowie Vater von Peter Arthur Edward Hastings Forbes, der beim Tod seines ohne männlichen Nachkommen verstorbenen Onkels, des 9. Earl of Granard am 21. November 1992 die Titel als 10. Earl of Granard erbte.